# Indre (Vorname)
Indre oder Indrė ist ein weiblicher Vorname aus Litauen.

## Varianten
Indraja, Indra

## Herkunft
Der Name kommt aus dem Litauischen und leitet sich vermutlich von dem Begriff Nendre („Schilf“) ab. Eine andere Erklärung ist, dass der Name aus der baltischen Mythologie stammt. Indre ist die Tochter der Sonnengöttin Saule, entspricht dem 5. Planeten Jupiter.
Populär wurde der Name durch den Roman Die Reise nach Tilsit von Hermann Sudermann.
Der Name kommt in einer Verfilmung des Romans von 1969 vor.